# Moulin à vent de la Maison Blanche
Le moulin à vent de la Maison Blanche est un moulin à vent situé sur la commune d'Ally (France).

## Localisation
Le moulin à vent est situé sur le plateau d'Ally, sur la commune d'Ally dans le département de la Haute-Loire, en région Auvergne-Rhône-Alpes.

## Contexte
Après la Révolution et l'abolition des droits féodaux, la période de la première moitié du XIXe siècle a été marquée par la construction de nombreux moulins, qu'ils soient de petite taille et destinés à servir un seul village (moulins artisanaux), ou de dimension familiale. Les moulins d'Ally, datant d'environ 1820, sont emblématiques de ces évolutions sociales.

## Historique
Autrefois, Ally comptait plus d'une dizaine de moulins, grâce à la situation du plateau, à 900 m d'altitude, qui offrait des conditions idéales pour ce type de construction. Ce moulin-tour circulaire, construit en moellons assemblés, conserve encore son mécanisme d'origine en parfait état. Il a été érigé en 1882 et a été en service jusqu'en 1956. Son toit est conique, formé d'une charpente rotative recouverte d'une couverture en planches jointives dotées de couvre-joints. Au sommet du cône de la toiture, une bâtière est installée pour dégager un espace triangulaire où sont fixées les ailes en bois. Une perche, fixée à une saillie métallique sur l'axe des traverses des ailes, permet de faire pivoter la charpente pour maintenir les ailes toujours correctement orientées par rapport au vent.

## Protection
Le moulin est inscrit au titre des monuments historiques par arrêté du 4 novembre 1983.